# 日乌德钦寺
日乌德钦寺，位于西藏自治区山南地区琼结县，是一座藏传佛教格鲁派寺院。

## 简介
日乌德钦寺位于山南地区琼结县政府背后的青瓦达孜山西侧半山腰，海拔3850米。该寺创建于14世纪一世达赖时期，后经五世达赖、七世达赖、八世达赖时期扩建，才形成具有殿宇、僧舍、官室的大型建筑群。关于该寺的创建人，有两种说法，一种是《青史》、《一世班禅传》中记载的堪钦·尼赤增巴白桑，另一种是《新红史》记载的多吉茨甸巴。史料中对堪钦·尼赤增巴白桑兴修该寺的记载较为详细。藏语“尼赤”意为“二万”。堪钦·尼赤增巴白桑生于后藏拉堆地方，曾为一世班禅克珠杰（1385年－1438年）的弟子。14世纪末，堪钦·尼赤增巴白桑受如今琼结县的桑花·多吉才旦等人邀请，来到此地共同资助修建日乌德钦寺。当时，该寺规模很小，只有一个四柱的佛堂，僧员编制50人。堪钦·尼赤增巴白桑圆寂以后，寺权交给其弟子堪钦·温拉巴。堪钦·温拉巴由此成为日乌德钦寺第一任堪布。
二世达赖时期（1475年－1542年），二世达赖根敦嘉措多次到日乌德钦寺讲经，并且每天早晨围绕尊胜塔转经。期间，他亲自塑造一尊班丹拉姆护法神像，并写有一本《加曲》佛经。这本佛经流传至今，如今日乌德钦寺的喇嘛们在用茶之前仍然呤诵。

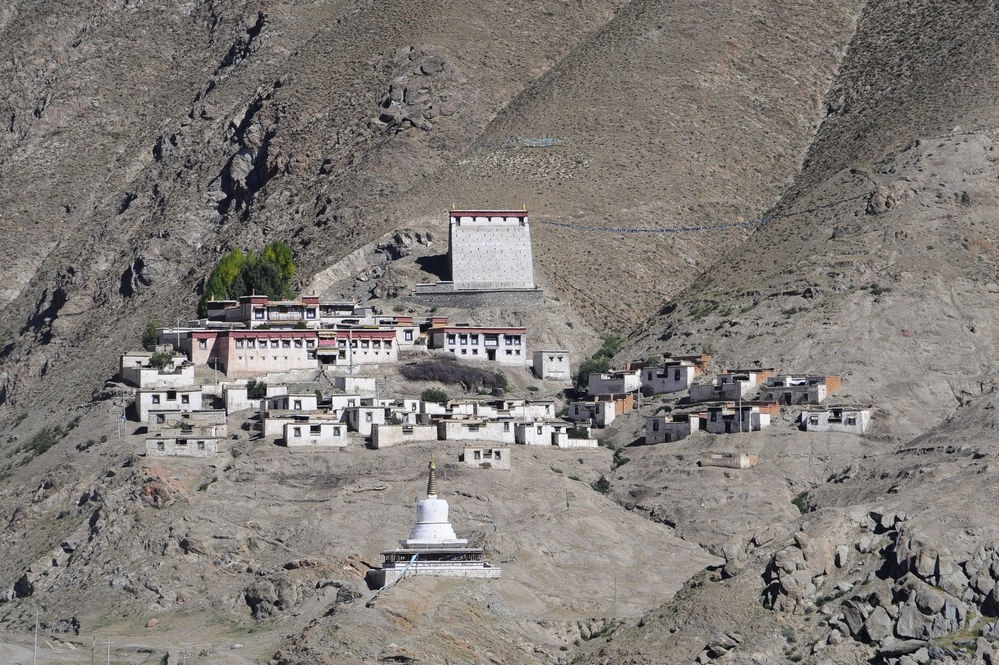
日乌德钦寺

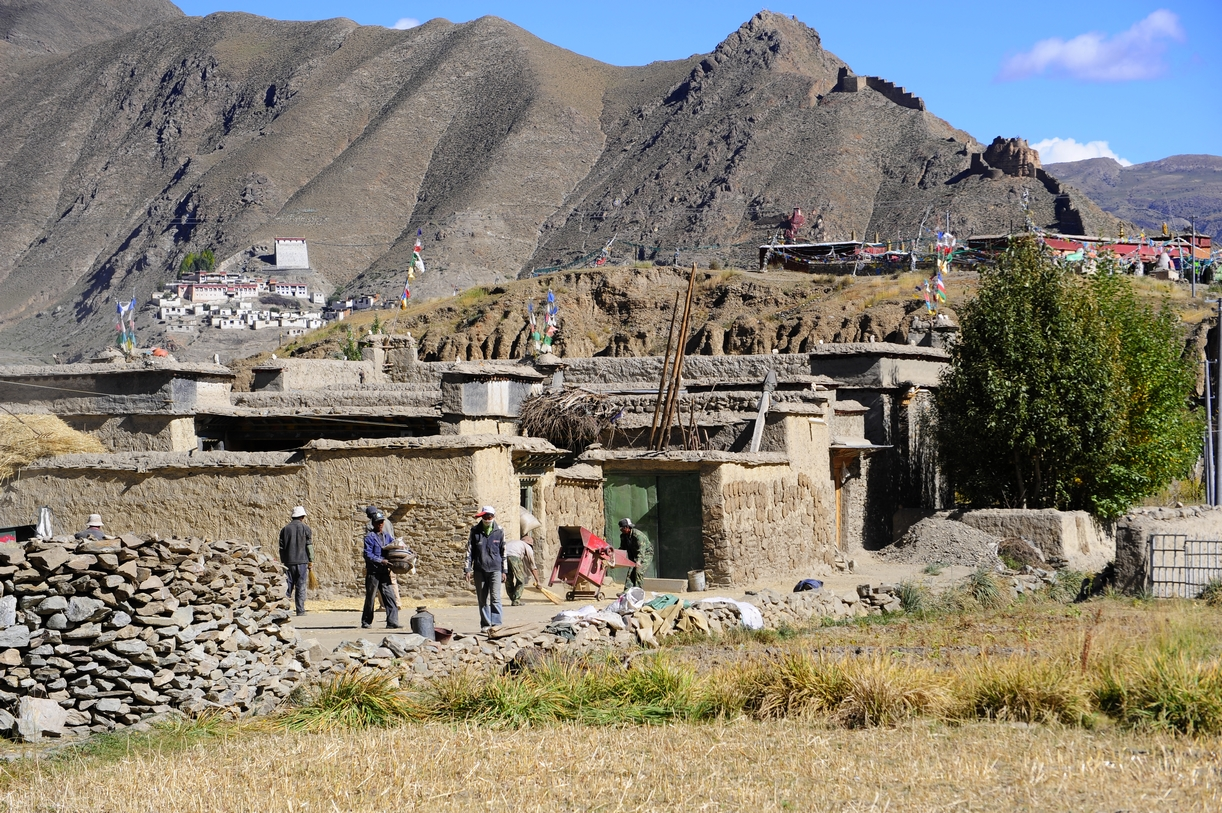
远处山上的白色建筑群为日乌德钦寺

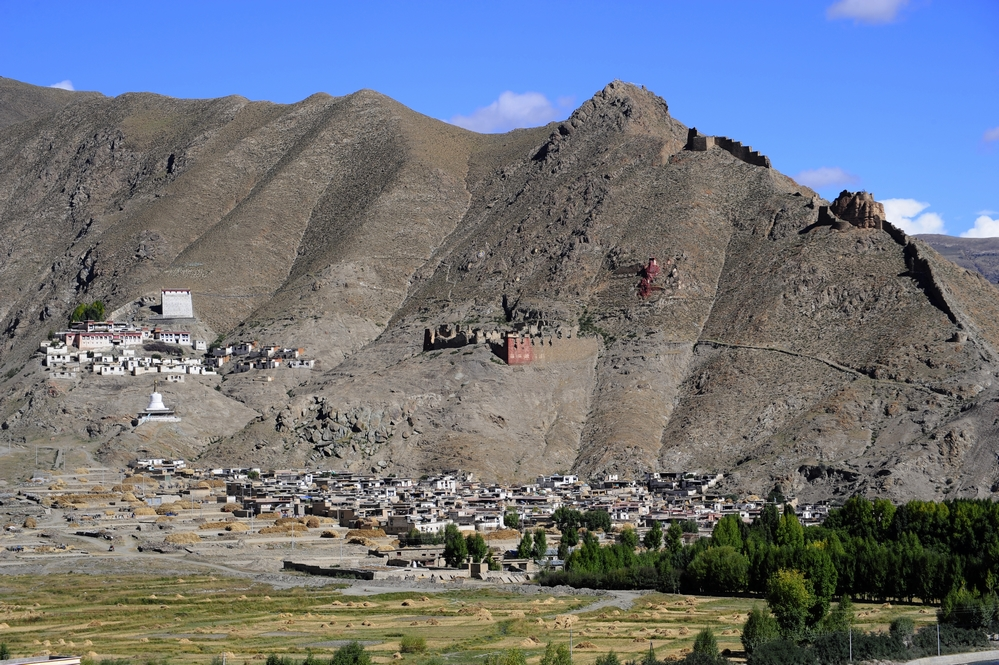
远眺日乌德钦寺

五世达赖阿旺罗桑嘉措（1617年－1682年）生于此地半山腰上一个名叫“德巴生康”的地方，幼年曾在该寺当喇嘛。执政之后，他对日乌德钦寺进行了一次规模较大的扩修，首先将原有的一座银塔、护法神殿向南延伸扩修，作为经堂大殿。该大殿共70柱（12根长柱，58根短柱），占地面积3956平方米，并将大殿的原来部分涂为红色，后建部分涂为白色，以示区别。大殿内墙壁上绘有佛教壁画外，还悬挂着一幅后人精工制作的丝绸经幢，上绣七世达赖格桑嘉措、清朝乾隆帝、日乌德钦寺创建人及寺名的字样。这座建筑在1962年被拆毁，其内珍藏的文物已无存，仅剩残垣断壁。
七世达赖格桑嘉措（1708年－1757年）之父在日乌德钦寺兴建了一座强巴佛殿。该殿面积共四柱，供奉的强巴佛像全身为铜制，高达佛殿四层，佛像腹中据说藏有西藏母狮乳汁。七世达赖之父还在该寺兴建了十八罗汉殿，高两层，上下均是八柱，上层是高僧活佛的住室，下层是罗汉殿。罗汉殿内除供奉十八罗汉外，还供奉中国内地铸造的宗喀巴铜佛像。罗汉殿旁边，噶厦噶伦尼玛坚参还为自己兴建了宫殿，后来尼玛坚参为了支持佛事，将该宫殿献给日乌德钦寺作为佛堂，佛堂内曾供奉七世达赖铜像。七世达赖格桑嘉措为纪念其父，在日乌德钦寺兴建了衮左拉康，该拉康共四柱一层，供奉三世佛。该时期，除七世达赖父子兴建殿宇外，地方民众也兴建有其美拉康、达仓生夏等等。其美拉康面积两柱，主供无量寿佛，此外还供奉着七世达赖格桑嘉措、绿度母、妙音天母、观音、金刚。达仓生夏供奉七世达赖的坐桥。日乌德钦寺没有灵塔，但是有安葬五世达赖脚拇指的舍利塔，高约4米。所建的九塔高2米，为鎏金，并且建有塔殿，为九柱面积。
八世达赖强白嘉措时期（1758年－1804年），在日乌德钦寺建有冬宫、夏宫。冬宫位于山下，高二层，底层有30柱；夏宫位于山上，阶梯式建筑，底层18柱。
西藏和平解放以前，日乌德钦寺收藏有《甘珠尔》、《丹珠尔》各一套，都是手抄本，另外还有大批其他佛经以及医学、历算、哲学等方面图书。
日乌德钦寺一直信奉格鲁派，组织机构和其他格鲁派寺庙一样，只缺“谐翁”一职。该寺堪布无特殊享受。寺内经济来源除了谿卡所收的赋款外，其余全部由噶厦拨发，基本每六年拨发一次。1959年以前，日乌德钦寺编制喇嘛600多名，辖谿卡三个，即耶隆哈隆康、强玛（如今的久河区下水乡境内）、伸杀（久河区翻身乡境内）。该寺下属寺庙有若康、娘角、东根等寺。
该寺原有建筑虽然完全毁灭，但原寺喇嘛靠民众资助，于1985年新建了一座殿堂，继续开展佛事活动。